# Schisandra pubinervis
Schisandra pubinervis är en tvåhjärtbladig växtart som först beskrevs av Alfred Rehder och E.H. Wilson, och fick sitt nu gällande namn av Richard M.K. Saunders. Schisandra pubinervis ingår i släktet Schisandra och familjen Schisandraceae. Inga underarter finns listade.